# Sigismund Waitz
Sigismund Waitz (Bressanone, 29 maggio 1864 – Salisburgo, 30 ottobre 1941) è stato un arcivescovo cattolico austriaco.

## Biografia

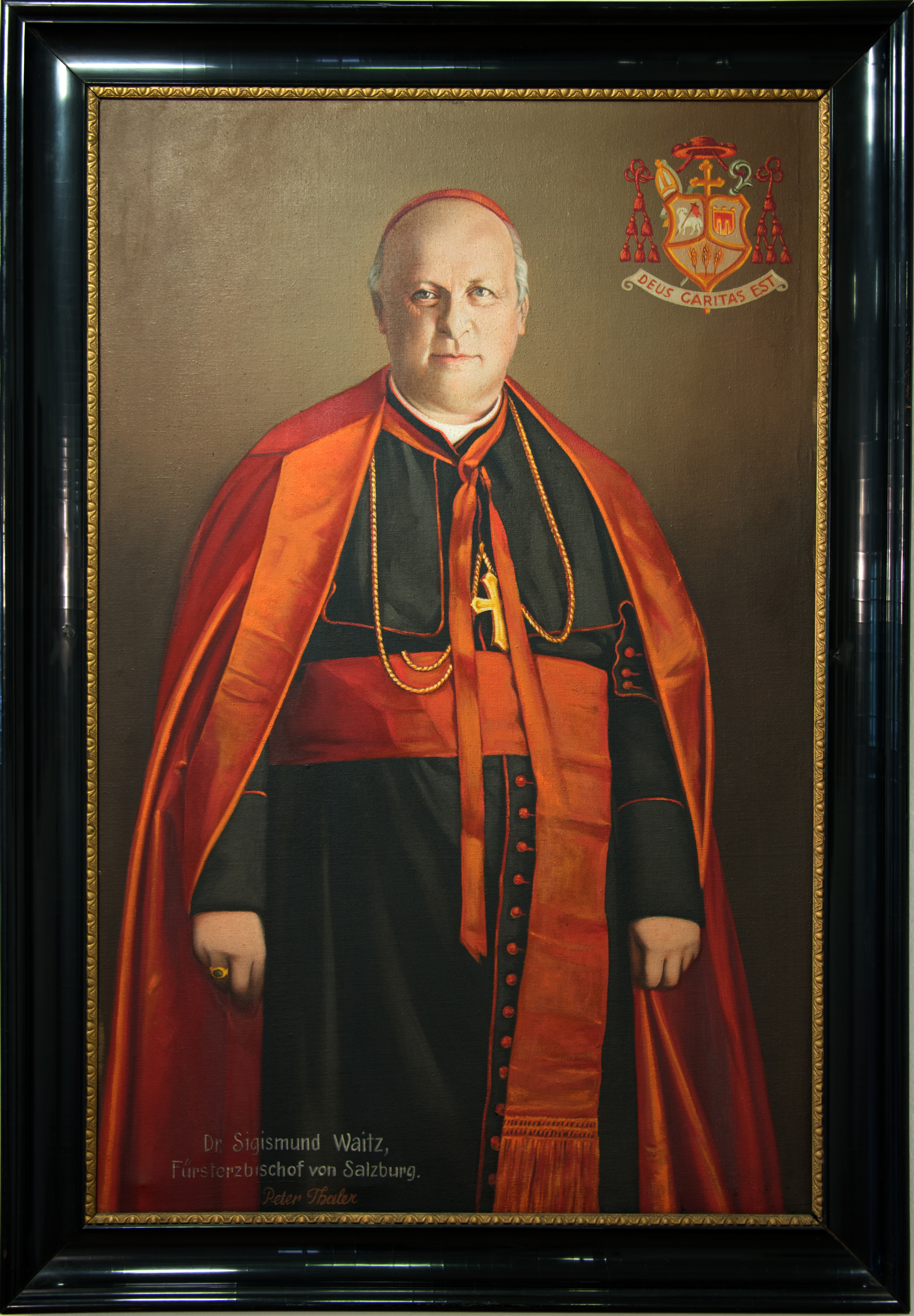
Ritratto dell'arcivescovo Sigismund Waitz, di Peter Thaler.

Nato a Bressanone, Sigismund venne avviato alla carriera ecclesiastica, ma poco si sa dei suoi studi prima della sua ordinazione sacerdotale avvenuta nella cattedrale della sua città natale il 29 giugno 1886.
Il 9 maggio 1913 venne eletto vescovo ausiliare di Bressanone e l'8 giugno di quell'anno ottenne la diocesi titolare di Cibira.
Con la caduta della monarchia austriaca nel 1918, Waitz si dimostrò fin dall'inizio politicamente molto attivo a tal punto da essere considerato in Austria uno dei padri dello stato cristiano autoritario, il cosiddetto austrofascismo. Fu a tal punto convinto nella difesa dell'ideale cattolico contro la diffusione dell'ateismo laico che arrivò a costituire delle milizie cristiane paramilitari con il nome di "Heimwehr" in contrapposizione alla Lega di Difesa della Repubblica Austriaca.
Sul piano sociale fu un precursore dell'enciclica "Quadragesimo Anno" di papa Pio XI.
Nel 1921 venne nominato amministratore apostolico di Innsbruck-Feldkirch, carica alla quale rinuncerà nel 1938 al momento dell'Anschluss. Il 10 dicembre 1934 venne nominato arcivescovo di Salisburgo, ma anche in questa carica ebbe non pochi problemi da affrontare. Si dedicò alla vastissima gamma di questioni sociali, di povertà e disoccupazione elevata che vessavano l'Austria. Prese posizione contraria all'ascesa del nazismo e tale rimase anche durante l'imperare di questo movimento in Austria.
Alla sua morte, avvenuta a Salisburgo il 30 ottobre 1941, Waitz fu sepolto nella cripta della cattedrale cittadina.

## Genealogia episcopale e successione apostolica
La genealogia episcopale è:
- Cardinale Scipione Rebiba
- Cardinale Giulio Antonio Santori
- Cardinale Girolamo Bernerio, O.P.
- Arcivescovo Galeazzo Sanvitale
- Cardinale Ludovico Ludovisi
- Cardinale Luigi Caetani
- Cardinale Ulderico Carpegna
- Cardinale Paluzzo Paluzzi Altieri degli Albertoni
- Papa Benedetto XIII
- Papa Benedetto XIV
- Papa Clemente XIII
- Cardinale Bernardino Giraud
- Cardinale Alessandro Mattei
- Cardinale Pietro Francesco Galleffi
- Cardinale Giacomo Filippo Fransoni
- Cardinale Carlo Sacconi
- Cardinale Edward Henry Howard
- Cardinale Mariano Rampolla del Tindaro

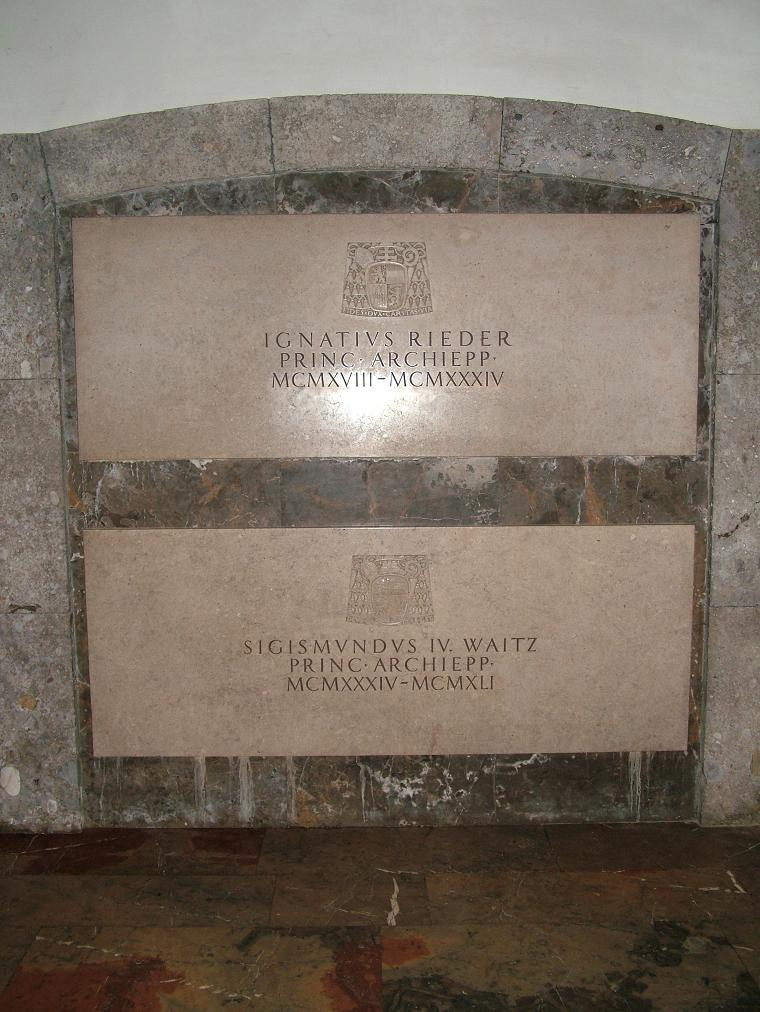
Tomba dell'arcivescovo, nella cripta del Duomo di Salisburgo.

- Cardinale Rafael Merry del Val
- Vescovo Josef Altenweisel
- Vescovo Franz Egger
- Arcivescovo Sigismund Waitz

La successione apostolica è:
- Vescovo Franz Tschann (1936)
- Vescovo Paulus Rusch (1938)